# Monte Cristo

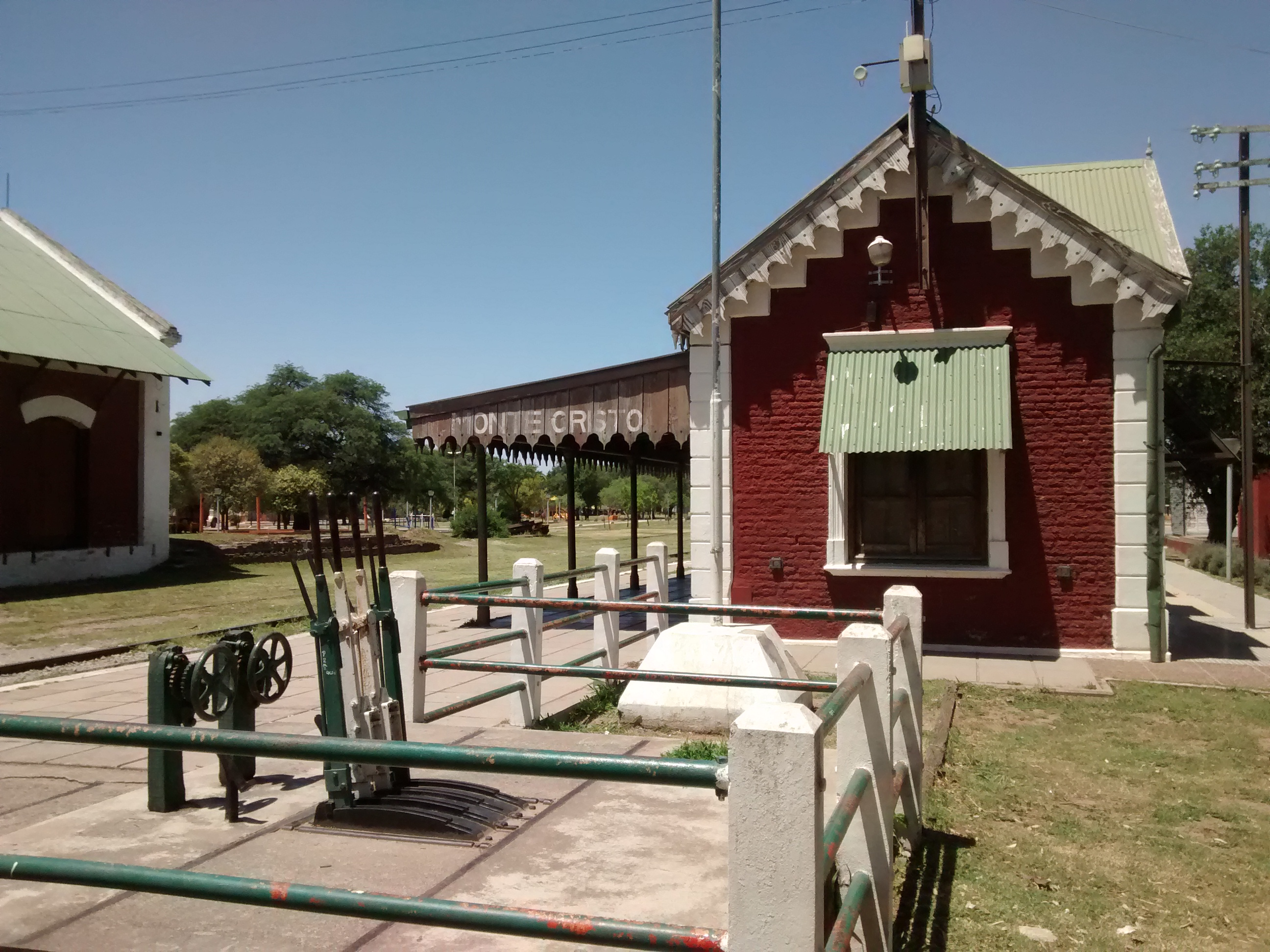
Antiga estació de trens de Monte Cristo, actualment recuperada en la Placeta General Sant Martín.

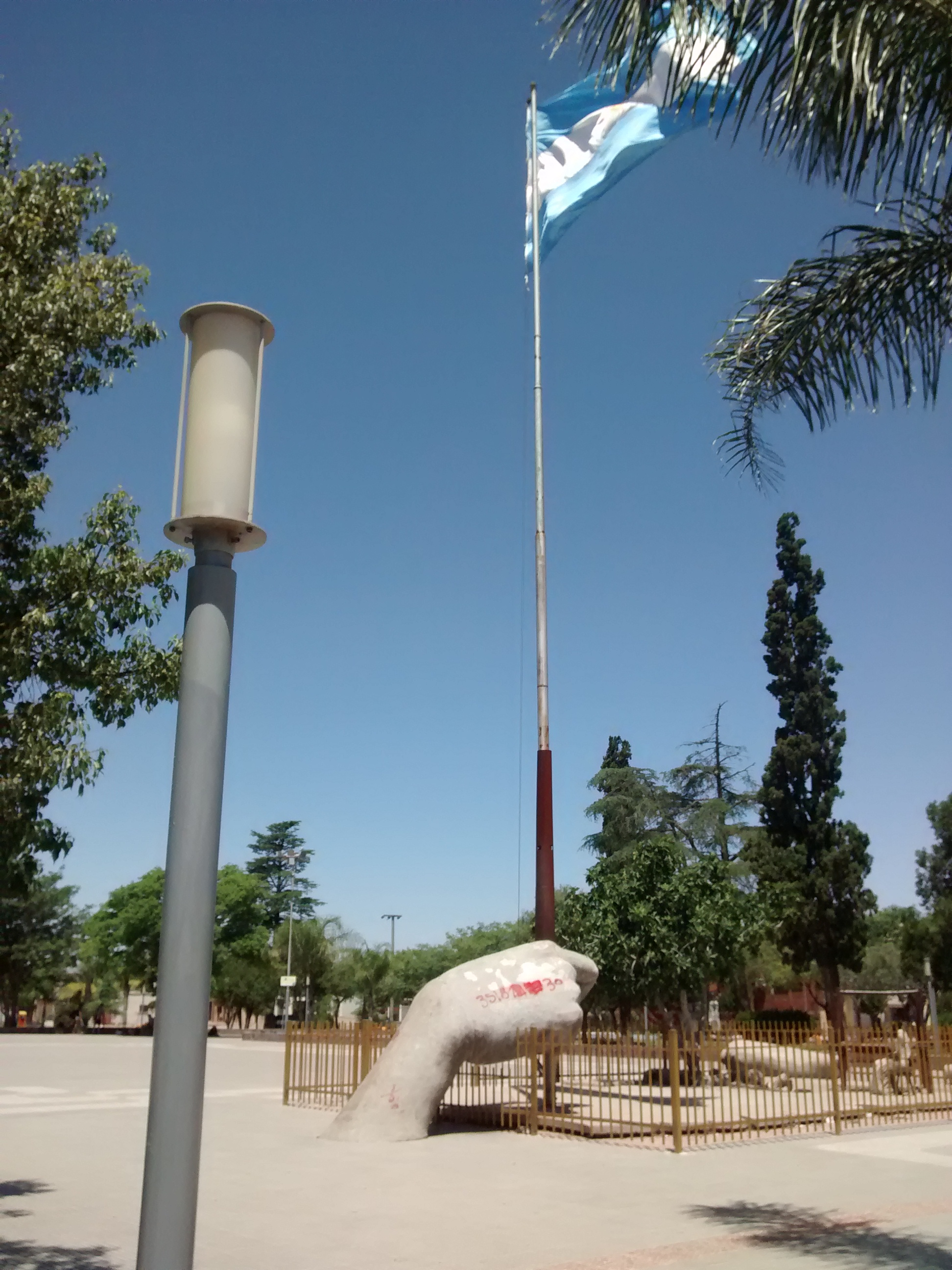
Monument a Domingo Faustino Sarmiento, a la plaça central del mateix nom.

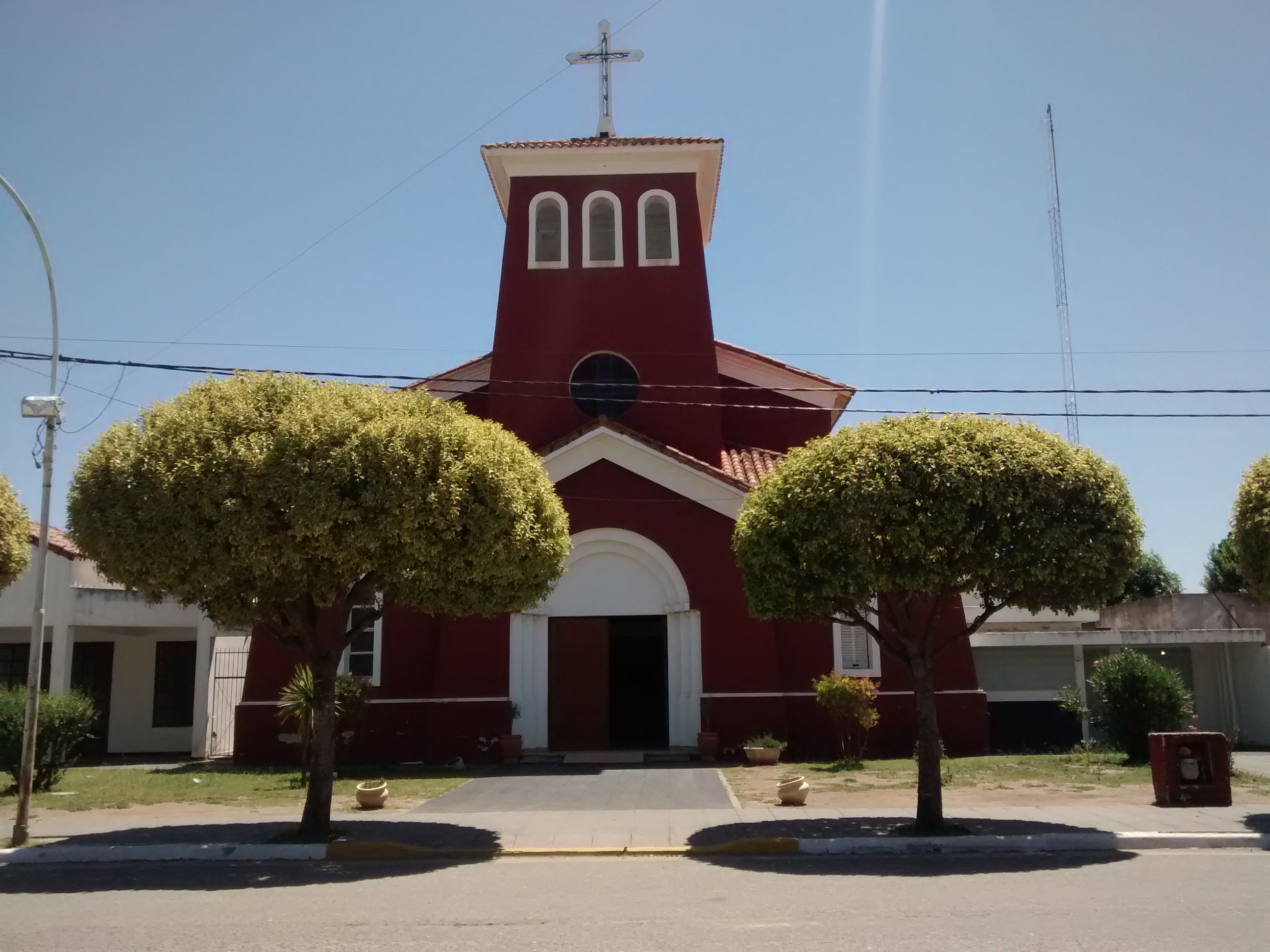
Parròquia Nuestra Señora de Los Remedios, davant de la Plaça Domingo Faustino Sarment.

Monte Cristo és una localitat situada al departament Río Primero, província de Córdoba, Argentina.
Està situada a vint-i-cinc quilòmetres de la ciutat de Còrdova, sobre la Ruta Nacional 19.
La festa patronal se celebra el dia 8 de desembre, en honor de la Immaculada Concepció.
És una localitat agrícola ramadera per excel·lència, sent el principal cultiu la soia. Es troben en aquesta localitat nombrosos establiments agrícoles com plantes de sitges, oficines, tambos, etc. La indústria es troba estretament relacionada amb el camp, tanmateix està molt desenvolupada a la localitat, encara que també hi ha un altre tipus d'indústries destacant-se la Fàbrica de Mosaics Blangino fundada en 1966 per un veí de la localitat, donant feina a més de 300 famílies de la zona, sent aquesta una de les empreses cordoveses més importants a nivell nacional.
El clima és temperat amb estació seca, registrant-se unes precipitacions anuals de set-cents mil·límetres aproximadament.
A la zona rural, tres quilòmetres a l'est de la localitat per Ruta Nacional 19, es troba emplaçada l'Estació Transformadora Malvines Argentines, pertanyent a l'Empresa Provincial d'Energia de Còrdova (EPEC) i operada per una empresa privada, que proveeix d'energia elèctrica al quaranta-sis per cent de la província de Còrdova, mitjançant dos transformadors de tres-cents megawats.
Monte Cristo és també un lloc privilegiat gràcies a la seva perfecta ubicació, és anomenada una 'Ciutat Dormitori', ja que la seva població alberga gent que la utilitza com a dormitori i viatja a treballar a la ciutat de Còrdova.

## Població
Compta amb 10 (Indec, 2010), la qual cosa representa un increment del 33 % enfront dels 6914 habitants (Indec, 2001) del cens anterior.
| Gràfica d'evolució demográfica de Monte Cristo entre 1991 i 2010 |
|                                                                  |

## Sismicitat
La sismicitat de la regió de Còrdova és freqüent i d'intensitat baixa, i una freqüència sísmica de terratrèmols mitjans a greus cada trenta anys en àrees aleatòries.